# 格蘭德瓦利鎮區 (北達科他州迪基縣)
格蘭德瓦利鎮區（英語：Grand Valley Township）是位於美國北達科他州迪基縣的一個鎮區。

## 地方資料
格蘭德瓦利鎮區的面積為93.78平方千米，當中陸地面積為93.36平方千米，而水域面積為0.42平方千米。根據2020年美國人口普查的數據，當地共有人口31人，而人口密度為每平方千米0.33人。